# Tunnel Log

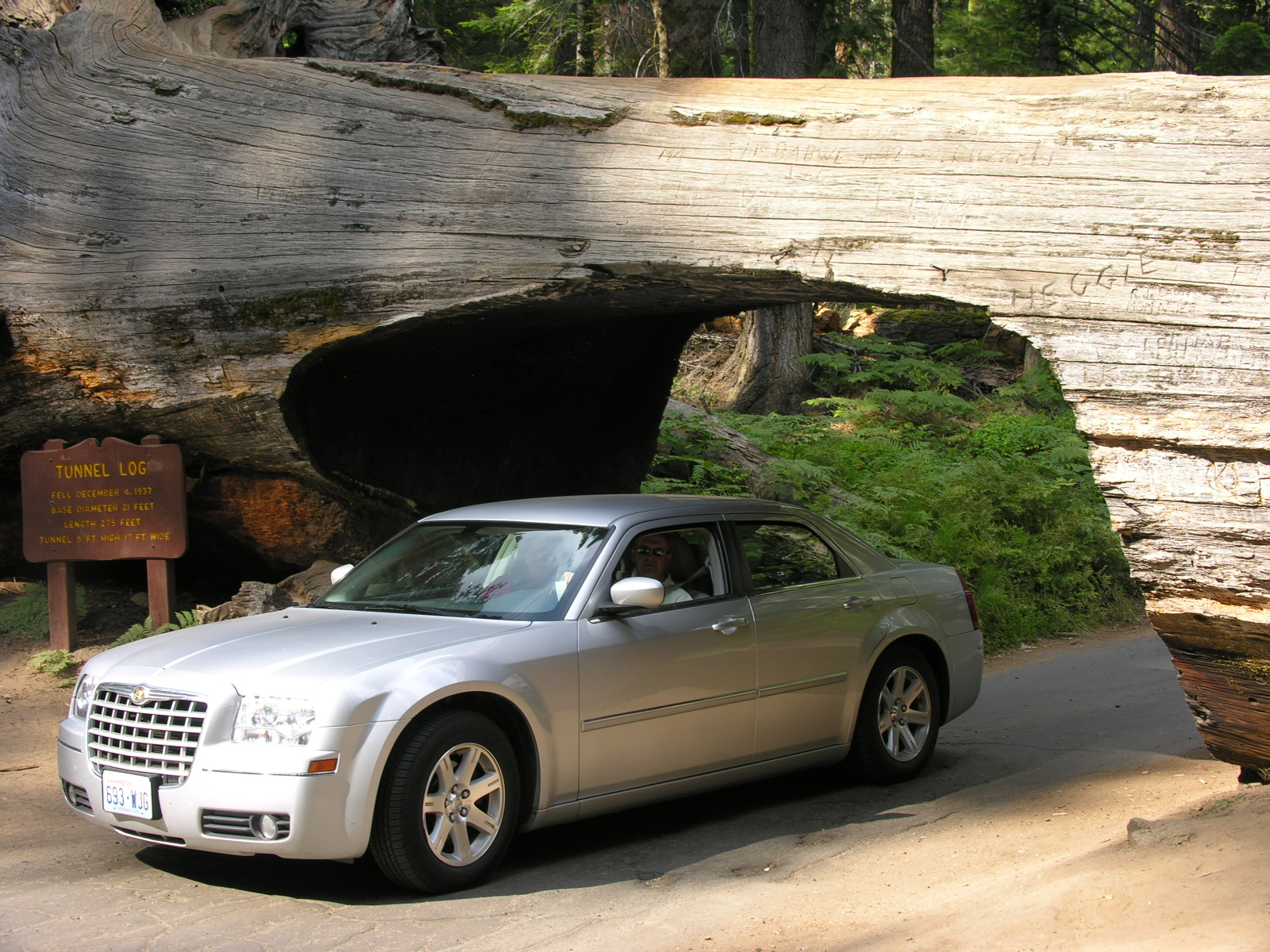
Tunnel Log atravesado por un coche.

El Tunnel Log es un túnel hecho al cortar el tronco de una secuoya gigante en el Parque Nacional de las Secuoyas de California. El árbol, que antaño midió 84 m de altura  y un máximo de 21 m de diámetro, cayó por causas naturales en 1937 sobre una carretera. El año siguiente, unos trabajadores consiguieron cortar un agujero de 2,4 m de alto y 5,6 m de ancho sobre su tronco, permitiendo de nuevo la circulación en la carretera.